# Okuchi-no-Makami

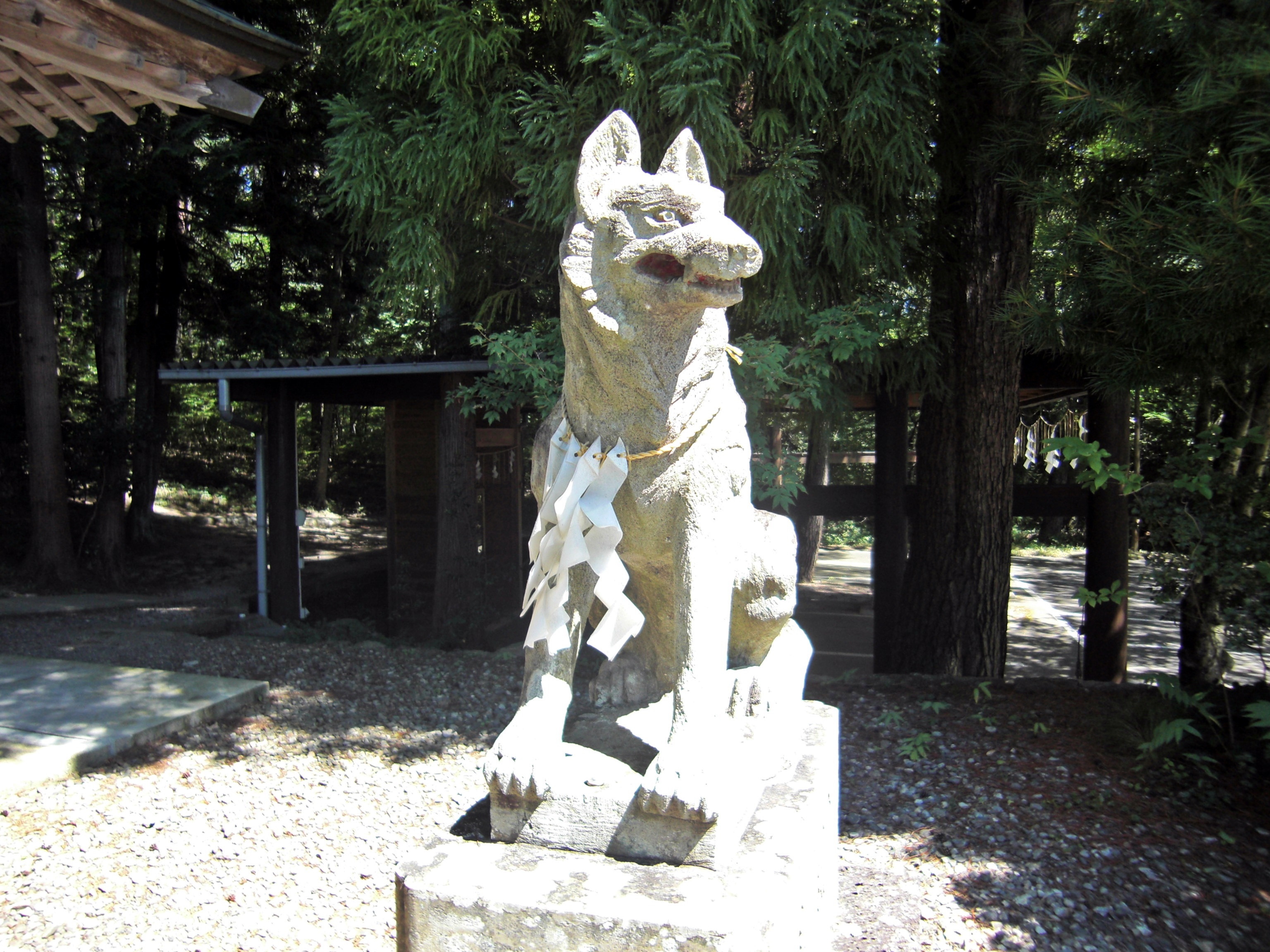
Statue du Okuchi-no-Makami dans l'enceinte du sanctuaire Yamatsumi du village d'Iitate.

 (août 2021).
Si vous disposez d'ouvrages ou d'articles de référence ou si vous connaissez des sites web de qualité traitant du thème abordé ici, merci de compléter l'article en donnant les références utiles à sa vérifiabilité et en les liant à la section « Notes et références ».
Okuchi-no-Makami (大口真神, Ōkuchi no Makami), traduit parfois en Oguchi-no-Magami, est la déification du loup japonais aujourd'hui disparu, qui était traditionnellement vénéré comme une bête sacrée au Japon, plus particulièrement dans certains endroits tel que la province de Yamato.

## Aperçu et légende
Pendant des siècles, le Okuchi-no-Makami a été considéré comme une divinité gardienne qui comprenait le langage humain et protégeait les humains, entre autres, du malheur, du feu ou encore du vol. Autrefois, une figure folklorique plutôt populaire, le culte du Okuchi-no-Makami, est tombé en déclin avec le rapide dépeuplement des loups japonais après l'époque d'Edo, pendant l'ère Meiji lorsque la chasse au loup a conduit à l'extinction de l'espèce au début des années 1900. Aujourd'hui, le Okuchi-no-Makami est une divinité relativement obscure, bien qu'il reste enchâssé à divers endroits, comme au sanctuaire Mitsumine dans le parc national de Chichibu Tamakai. Une célébration en l'honneur de la créature légendaire a lieu toutes les années en janvier au sanctuaire shinto Musashi Mitake-jinja.
Une légende raconte l'histoire d'un loup blanc que le prince Yamato Takeru a rencontré dans un moment de désespoir, après s'être égaré dans les montagnes. Le loup a guidé le prince hors des forêts profondes des montagnes et il lui a ainsi sauvé la vie. En guise de remerciement, le prince aurait eu l'idée de construire de nombreux sanctuaires l'honneur du loup, y compris le sanctuaire Mitsumine qui est à l'emplacement supposé desdites montagnes,.

## Dans la culture populaire
Dans le manga One Piece, Yamato a la capacité de se transformer en Okuchi-no-Makami grâce à un fruit du démon.